# Museo de La Plata
El Museo de la Plata és un museu d'història natural situat a la ciutat de La Plata, capital de la província de Buenos Aires, a l'Argentina.

## Orígens
El Museu de la Plata té com a antecedent immediat el Museu Arqueològic i Antropològic fundat el 17 d'octubre de 1877 a la ciutat de Buenos Aires, llavors capital de la província del mateix nom. Aquest museu integrava col·leccions conformades per 15.000 exemplars de peces òssies i objectes industrials donades per Francisco Pascasio Moreno, designat Director Vitalici d'aquest.
A partir de la federalització de la ciutat de Buenos Aires en 1880 i la fundació de la ciutat de La Plata com a nova capital de la província el 1882, el govern provincial va disposar el trasllat de les col·leccions de Moreno a aquesta ciutat el juny de 1884 i la construcció d'un edifici que l'albergués, l'obra va començar l'octubre d'aquell mateix any. Va ser llavors quan Moreno també va donar dos mil volums de la seva biblioteca particular.
La construcció del museu va concloure l'any 1889, encara que ja s'havia obert al públic uns mesos abans, el 19 de novembre de 1888, en el sisè aniversari de la fundació de la ciutat. L'any 1906, mesos després de la nacionalització de la Universidad Nacional de la Plata, per la reorganització de la universitat Joaquín V. González, el museu s'hi va integrar. És llavors que Moreno abandona la direcció del museu perquè era en desacord amb la nova orientació que aquesta incorporació significava: les instal·lacions van haver de reduir-se, part de la biblioteca es va distribuir en altres universitats i la impremta i els terrenys adjacents van quedar en propietat de la província. En els plans de la nova organització es preveia entre altres coses una escola de Ciències Naturals, una de Ciències Químiques i una altra de Belles Arts i Dibuix. Això no va afavorir al museu en els seus primers anys de vida nacional, ja que les escoles van absorbir l'activitat dels professors i perdrà llavors la tasca científica, en realitzar moltes menys exploracions i investigacions.

## Característiques

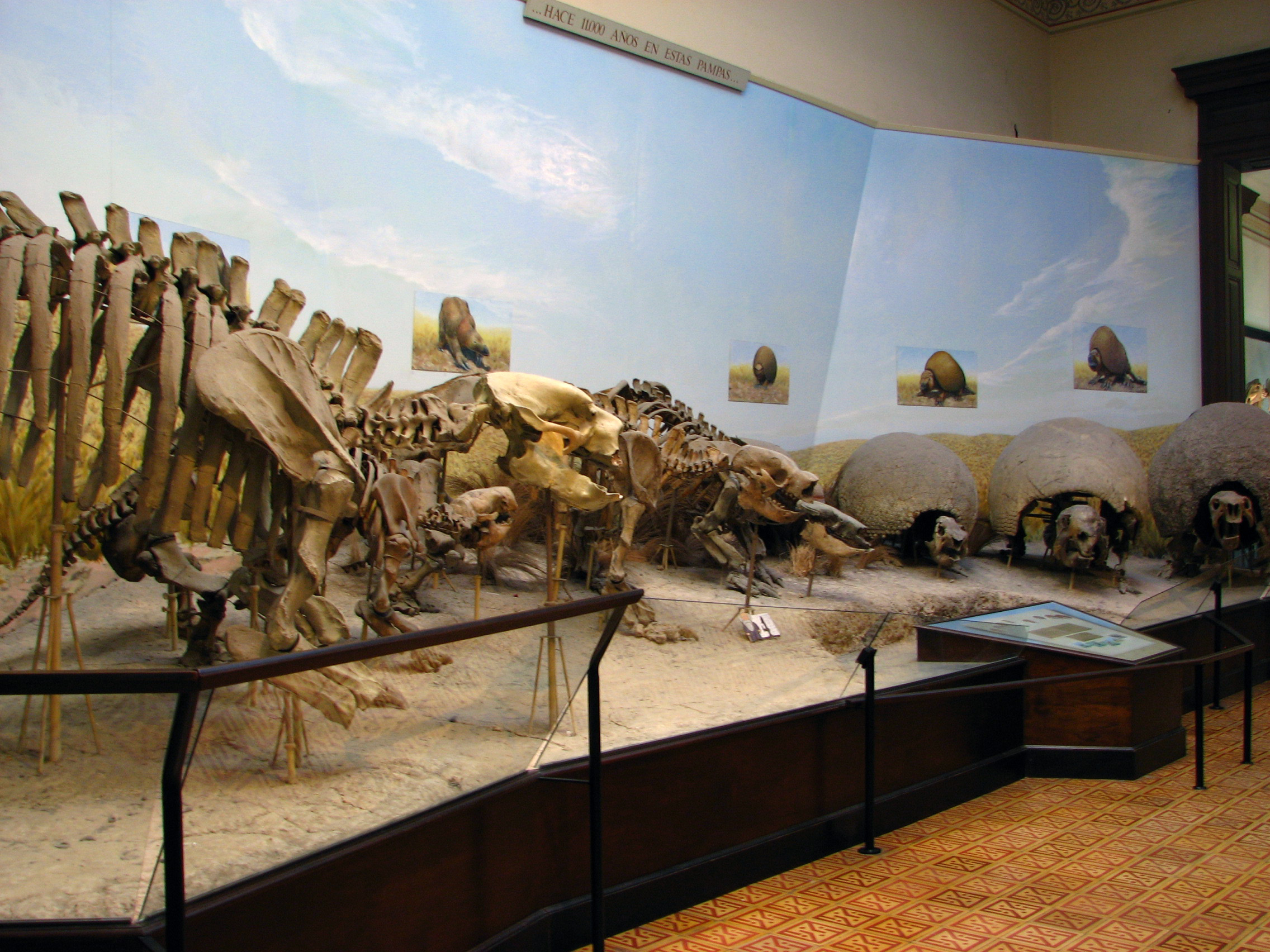
reproducció de l'hàbitat dels Xenarthras.

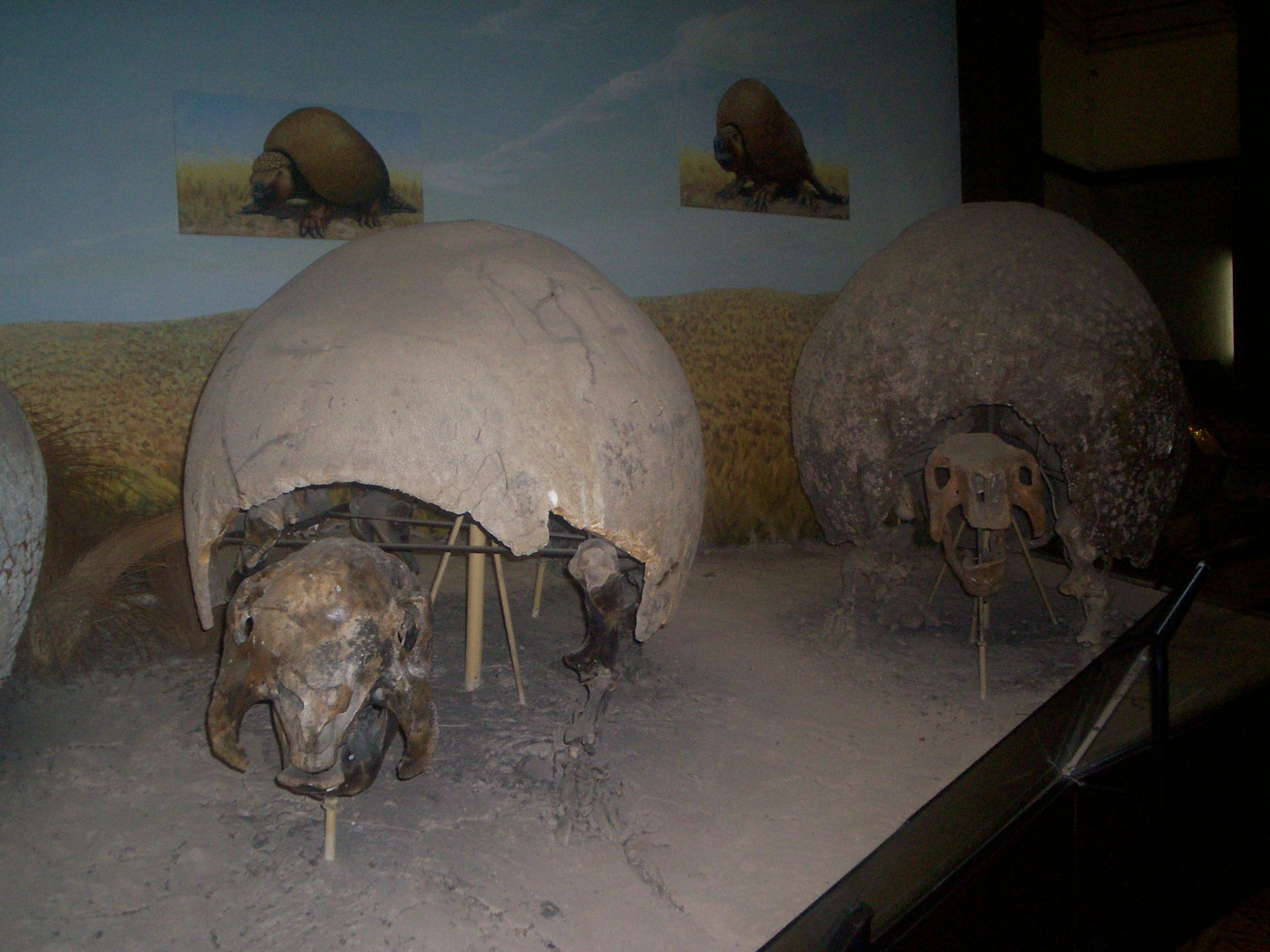
Xenarthras.

El museu té una col·lecció dal voltant de tres milions d'objectes, i només una petita part d'aquests es s'exposen. En gran manera, el prestigi del museu descansa en la col·lecció de grossos mamífers fòssils de la pampa de les eres terciària i quaternària.
També es destaquen les col·leccions de trilobits del període Cambrià i de graptolites del període Silurià de l'Argentina. El museu compta a més amb sales de Zoologia, Entomologia, i Botànica.
Així mateix es troben en exposició col·leccions de caràcter  arqueològic i  etnogràfic, en què es destaquen les de l'Argentina i el Perú, i si bé la característica general del museu és el seu perfil marcadament americanista, també hi ha una sala  egípcia que exposa una reconstrucció del temple original (el temple de akshá, provinent de Núbia). La col·lecció arqueològica exhibeix el desenvolupament cultural d'Amèrica des de l'etapa coneguda com a preceràmica (12800 aC) fins a l'Imperi Inca i l'arribada dels europeus.
Si bé el museu ha modernitzat les seves sales i agregat mitjans tecnològics, conserva una sala d'osteologia amb les mateixes característiques, criteris i concepte que tenia a principis del segle xx. Al mateix temps el recorregut del museu conserva el criteri original que consisteix a recórrer una línia  evolutiva, d'acord amb les idees dominants en la comunitat científica a fins del segle xix.

### Sala Egípcia
Com a conseqüència d'una campanya de rescat, preservació i investigació d'arqueòlegs argentins al Sudan i Egipte, propiciada pels seus governs i la UNESCO per la construcció d'un dic en el riu Nil, que inundaria la zona, es van procedir a realitzar tres campanyes d'excavacions entre 1961 i 1963 en el temple de Ramsès II del segle xiii aC a akshá (Sudan). Per tot això, el Museu de la Plata va rebre 300 objectes, dels quals 60 pertanyen al lloc del temple de Ramses II i la resta, a una tomba egípcia ia diferents llocs prehistòrics i cementiris.
De gran atracció més són les tres mòmies de 2.700 anys d'antiguitat, donades per Dard Rocha, conservades amb els seus respectius sarcòfags.

## L'edifici

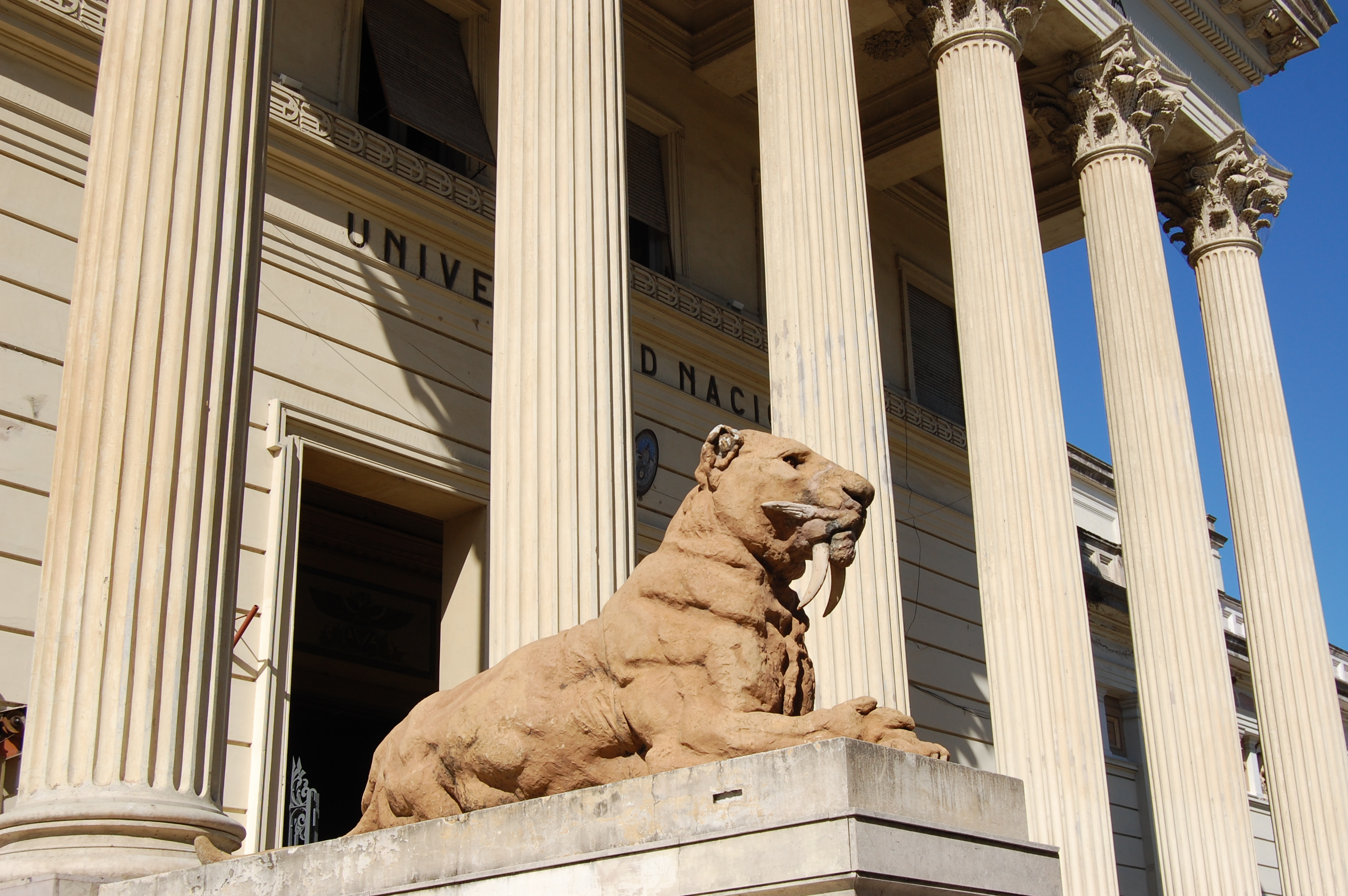
Detall de l'escultura del Smilodon.

Es tracta d'una construcció de característiques  neoclàssiques, l'estil dominant dels edificis de l'època fundacional de la Plata. Va ser construït entre 1884 i 1888, segons els plans dels arquitectes alemany Federico Heynemann i del suec Enrique Åberg.
Els elements de la cultura de l'Amèrica precolombina utilitzats en l'ornamentació no desharmonitzen amb les línies gregues, el que li dona un caràcter únic.
La planta és un rectangle amb dos hemicicles als seus extrems, amb 135 metres en l'eix principal i 70 metres a l'eix menor. L'accés principal està custodiat per dues escultures de esmilodontes, símbol del museu.
Té més de vint sales d'exposició situades en espiral que al recórrer permeten comprendre l'evolució de la vida a la Terra des dels orígens fins a l'aparició de l'ésser humà. Posseeix a més l'única col·lecció d'art egipci a Llatinoamèrica, que va ser obtinguda per científics argentins que van fer excavacions a Sudan. També s'hi troba la més gran mostra jesuítica de l'Argentina. Una col·lecció important de pintures amb motius americanistes ornamenten el hall d'accés i alguns passatges de l'edifici.
Al subsòl té laboratoris de recerca, a la planta baixa hi ha mostres biològiques, geològiques i paleontològiques, i a les dues safates superiors s'exposen col·leccions històriques i antropològiques. A l'ala esquerra hi ha la Biblioteca Florentino Ameghino, que pertany a la Facultat de Ciències Naturals i Museu de la Universitat de la Plata.
El 1997 aquest museu va ser declarat monument històric Nacional.

## Biblioteca
Al museu hi ha la biblioteca Florentino Ameghino, fundada el 1884, que era la biblioteca del museu de Ciències Naturals de la Plata. Tenia una col·lecció feta de donacions i compres de llibres i altres materials de biblioteques particulars, principalment de les de Francisco P. Moreno, Antonio Zinni, i Nicolás Avellaneda.
Té uns 32.500 volums, incloent monografies, cinc-cents fullets, 5.380 publicacions periòdiques, 1.004 tesis doctorals i 5.700 treballs publicats per docents i investigadors de la facultat.
El 1997 va adoptar el nom actual, en honor del gran naturalista, primer gran figura de la ciència nacional argentina.

## Autoritats
Tal com ho confessés seu fundador "La Direcció d'un Museu semblant exigeix, tirànicament, la dedicació exclusiva de la vida sencera ...". La designació de les autoritats va recaure sempre en professors i investigadors de la casa, amb tres úniques excepcions: la de l'historiador Ricardo Levene, la del capità de fragata Guillermo Wallbrecher i la del seu successor, el botànic José Fortunato Molfino.
| Nom i cognom              | Període   |
| ------------------------- | --------- |
| Francisco Pascasio Moreno | 1884-1906 |
| Samuel A. Lafone Quevedo  | 1906-1920 |
| Luis María Torres         | 1920-1932 |
| Augusto C. Scala          | 1932-1933 |
| Ricardo Levene            | 1933-1934 |
| Joaquín Frenguelli        | 1934-1946 |
| Emiliano J. Mac Donagh    | 1946-1949 |
| Guillermo Wallbrecher     | 1950-1952 |
| José Fortunato Molfino    | 1952-1953 |
| Joaquín Frenguelli        | 1953-1955 |
| Tomás Suero               | 1955-1955 |
| Fernando Márquez Miranda  | 1955-1957 |
| Sebastián A. Guarrera     | 1957-1964 |
| Mario Egidio Teruggi      | 1964-1966 |
| Armando Vivante           | 1966-1967 |
| Luis De Santis            | 1967-1967 |
| Arturo J. Amos            | 1967-1970 |
| Edgardo O. Rolleri        | 1970-1972 |
| Humberto A. Fabris        | 1972-1973 |
| Victorio Angelleli        | 1973-1973 |
| Francisco Fidalgo         | 1973-1973 |
| Aníbal J. Figini          | 1973-1974 |
| Francisco Carnese         | 1974-1974 |
| Carmelo I. C. de Ferraris | 1974-1976 |
| Luis De Santis            | 1976-1976 |
| Jorge O. Kilmurray        | 1976-1980 |
| Sixto Coscarón            | 1980-1981 |
| Víctor Mauriño            | 1981-1983 |
| Oscar Arrondo             | 1983-1986 |
| Isidoro B. Schalamuk      | 1986-1992 |
| Edgardo O. Rolleri        | 1992-1994 |
| Mario Egidio Teruggi      | 1994-2002 |
| Rodolfo A. Raffino        | 2002-2006 |
| Silvia Ametrano           | 2006-     |